# Better the Devil You Know
Pour l’article homonyme, voir Better the Devil You Know (chanson de Sonia).
Singles de Kylie Minogue
Tears on My Pillow
(1989) Step Back in Time
(1990)
Clip vidéo
[vidéo] « Better the Devil You Know », sur YouTube
Better the Devil You Know est une chanson de l'actrice et chanteuse australienne Kylie Minogue incluse dans son troisième album studio, intitulé Rhythm of Love et sorti au Royaume-Uni le 12 novembre 1990.
Le 30 avril 1990, plus de cinq mois avant la sortie de l'album, la chanson a été publiée en single. C'était le premier single de cet album.
Le single a débuté à la 5e place et ensuite passé deux semaines à la 2e et une semaine à la 3e place du hit-parade britannique.

## Composition
La chanson est écrite et produite par Mike Stock, Matt Aitken et Pete Waterman.